# У словеначким горама
У словеначким горама је љубавни роман српске књижевнице Мир-Јам, објављен први пут 1935. године у Београду за издавача Привредни преглед. Као и сви остали романи ове књижевнице један је од највећих бестселера српске књижевности, кобис наводи најмање тридесет различитих издавача ове књиге. Један је од романа књижевнице који за сада није никад екранизован, и чија се радња одиграва у Словенији.

## Радња
Роман прати јунакињу Иванку Протић, младу девојку из унутрашњости Србије и њен одмор са мајком Бисом и сестром Цицом, и њеном тетком Дацом у бањи у словеначким Алпима. Књига почиње саобраћајном незгодом коју јунакиње доживљавају на путу ка одредишту. Иванка се буди у непознатој соби  и упознаје згодног мушкарца који јој се представља као лекар, и који је очарава својим изгледом. Тетка и Цица одлучују да се после несреће врате за Београд, а Иванка и њена мајка да остану. Згодни доктор је пореклом из Истре, и зове се Витој Планиншек, и ту је на летовању, са својом болесном супругом. Мотив романа је заљубљеност у ожењеног мушкарца, и моралну дилему девојку Иванке, када за то сазна. Иванка се спријатељи са Бечлијом Едијем студентом који јој се удвара, и Словенком Јурицом и другим младим људима у одмаралишту. Јурица је заправо сестра згодног Витоја, због чега долази до све већег броја сусрета између њега и Иванке. Овај роман је познат по лепим описима Словеније, по занимљивим дијалозима али и еротским мотивима, које је кроз жудњу према ожењеном мушкарцу приказано у много већој мери него у осталим романима Мирјам, посебно кроз описе Витојевог физичког изгледа. Критичари га понекад наводе једним од најбољих романа Мирјам.